# The Originals (TV-serie)
The Originals är en amerikansk TV-serie som började sändas på TV-kanalen The CW hösten 2013. Programmet är en spinoff från The Vampire Diaries och utspelas i New Orleans.

## Handling
The Originals är en TV-serie om original-vampyrerna Niklaus (Joseph Morgan), hans storebror Elijah (Daniel Gillies) och lillasyster Rebekah (Claire Holt).
Niklaus, även känd som Klaus, är en hybrid av vampyr och varulv och han vill vinna tillbaka staden som han "skapade", New Orleans. Men andra står i hans väg och han är avundsjuk på Marcel (Charles Michael Davis) som är "kung" i New Orleans. Elijah vill hjälpa Klaus men han vill inte acceptera hjälpen från sin bror.
Efter att Klaus hade ett one night stand med en varulv vid namn Hayley visar det sig att hon är med barn. Barnet är inte som alla andra utan det är någonting speciellt med det.

## Rollista
- Joseph Morgan - Niklaus "Klaus" Mikaelson
- Daniel Gillies - Elijah Mikaelson
- Claire Holt - Rebekah Mikaelson
- Charles Michael Davis - Marcel
- Danielle Campbell - Davina
- Phoebe Tonkin - Hayley
- Leah Pipes - Camille